# Werner Koch (Politiker, 1952)

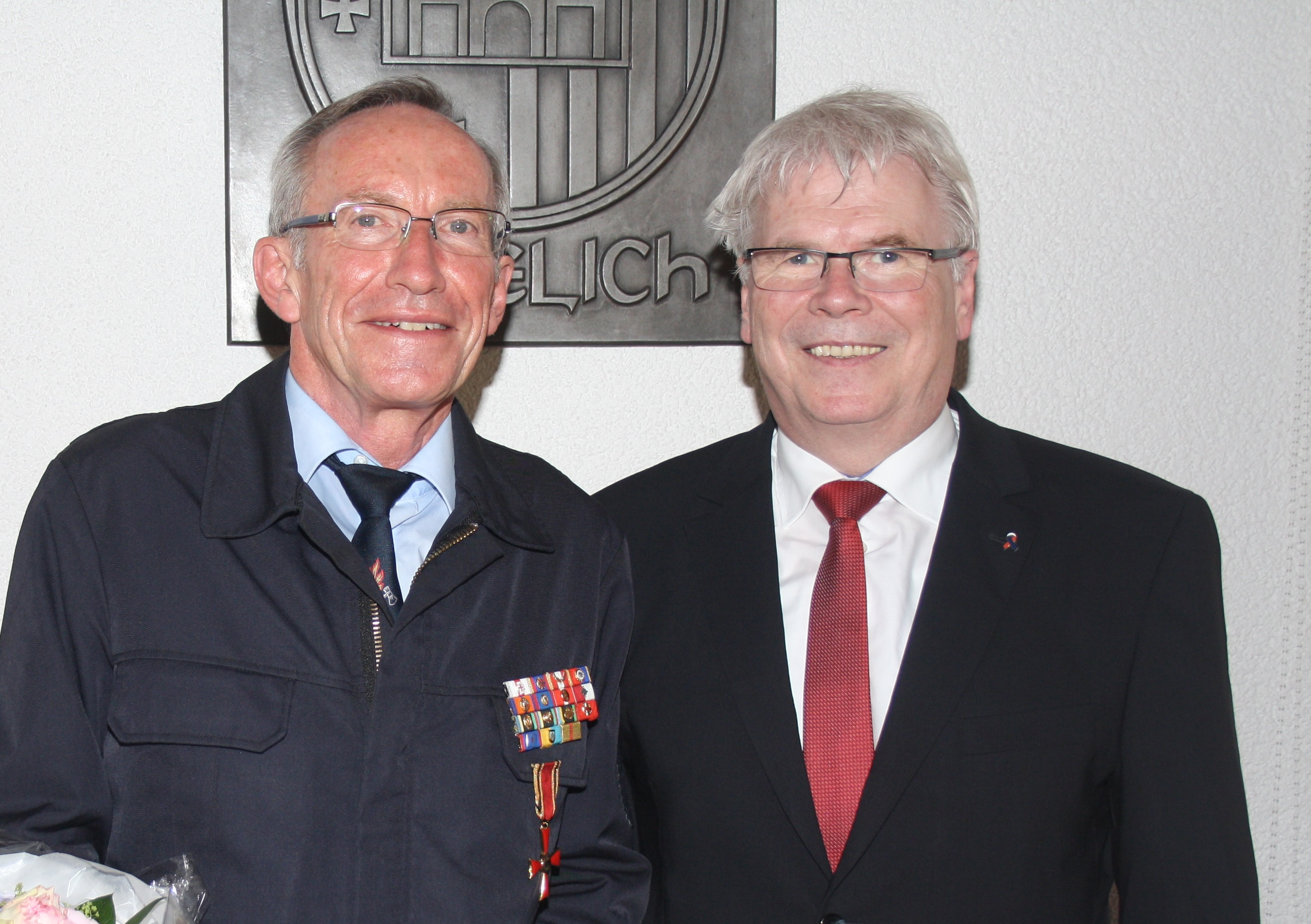
Werner Koch (rechts) mit Franz-Josef Sehr am 16. Juli 2015 bei der Verleihung des Bundesverdienstkreuzes in Beselich

Werner Koch (* 20. Juli 1952 in Göttingen) ist ein deutscher Verwaltungsjurist und hessischer Landespolitiker (CDU).

## Werdegang
Nach seinem Realschulabschluss im Jahr 1968 in Göttingen absolvierte Koch bis 1971 eine Ausbildung zum Industriekaufmann. Nach dem Wehrdienst schloss sich ab 1973 ein Grundstudium an der Gesamthochschule Kassel im Fachbereich Wirtschaft an. Im Jahr 1974 erwarb er die Fachgebundene Hochschulreife. Von 1975 bis zu seinem Ersten Juristischen Staatsexamen im Jahr 1980 studierte Koch Rechtswissenschaften an den Universitäten von Marburg und Gießen. Bis zu seinem Zweiten Staatsexamen war er Referendar am Landgericht Gießen.

## Wirken
Koch schlug 1983 die Beamtenlaufbahn ein und wurde bis 1987 Hauptsachgebietsleiter im Polizeipräsidium Frankfurt am Main. 1987 wurde er   Grundsatzreferent im Ministerbüro des Hessischen Ministeriums des Innern unter Gottfried Milde, 1991 Leiter des Organisationsreferates in der Polizeiabteilung und 1994 Leiter des Personalreferates in der Polizeiabteilung. 1999 stieg Koch zum Leiter des Ministerbüros von Innenminister Volker Bouffier auf. 2002 übernahm er als Ministerialdirigent die Zentralabteilung des Ministeriums. Von 2007 bis 2009 war er zugleich kommissarisch Hauptabteilungsleiter „Kommunale Angelegenheiten“ (Abteilung IV) des Innenministeriums. Seit August 2010 war Koch Staatssekretär im Hessischen Ministerium des Innern und für Sport. Er war ständiger Vertreter des Innenministers Peter Beuth und Direktor des Landespersonalamtes. Im Januar 2019 trat er auf eigenen Wunsch altersbedingt in den Ruhestand.
Koch wohnt in Kiedrich, er ist verheiratet und hat ein Kind.

## Ehrungen
- 2019: Hessischer Verdienstorden[2]